# Calendario mexica

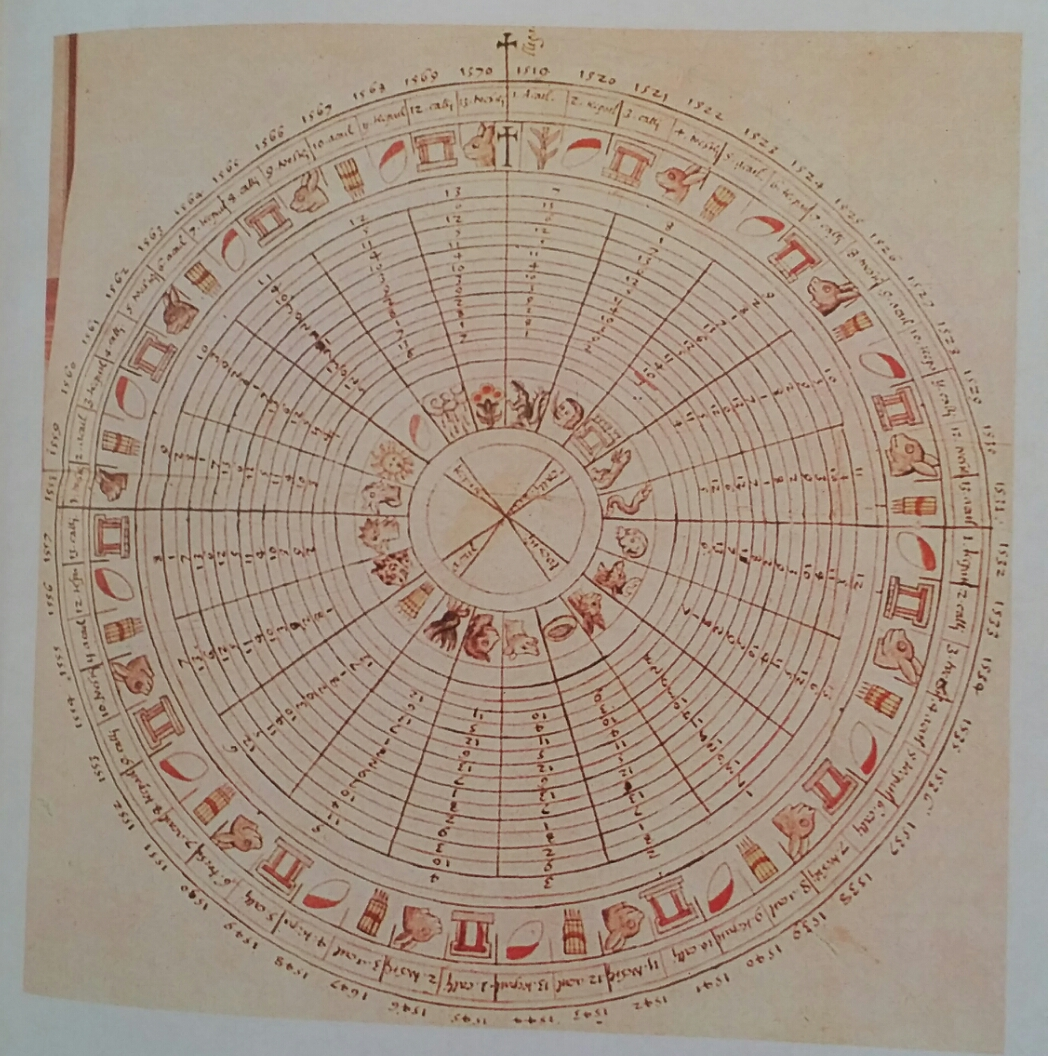
Calendario circular incluido en la "Descripción de Tlaxcala" de Muñoz Camargo

El calendario mexica fue utilizado para el conteo del tiempo por los habitantes del centro de México y zonas circunvecinas antes de la llegada de los españoles.
Se ha considerado que las descripciones virreinales describen el sistema usado por el grupo dominante, el mexica, cuando la realidad es que los cronistas y misioneros que recopilaron información lo hicieron en distintas zonas, por lo que es necesario entender que el calendario descrito no corresponde exclusivamente al utilizado en la ciudad de México-Tenochtitlan; nuevos estudios especializados han comenzado a establecer sus consistencias. 
Es un sistema que se compone de tres cuentas (no calendarios) combinadas; la "cuenta del año" recibía el nombre en náhuatl de cempohuallapohualli; la segunda es la llamada "cuenta adivinatoria" o tonalpohualli; la tercera cuenta es la "cuenta venusina" o hueicitlapohualli. 
Tradicionalmente se había considerado la sucesión de los años como la tercera cuenta, en su formación de grupos de 52 años (nombrados xiuhtlapohualli o xiuhnelpilli), aunque su nomenclatura se corresponde como la consecuencia de unir las dos primeras cuentas, por lo que al ser más que una cuarta cuenta, es el resultado de las anteriores.
El uso de este sistema calendárico era análogo a todos los sistemas de conteo de las culturas de Mesoamérica, si bien cada uno de ellos lo denominaba de manera diferente, y no necesariamente estaban sincronizados. Por lo tanto, lo que se dice sobre el calendario empleado por los mexicas no debe aplicarse para los calendarios de otros pueblos ni tampoco a la inversa.

## Estructura y nociones básicas
La unidad básica es el día, aunque desde la concepción prehispánica el día es concebido de diferentes formas. La esencia de los días vista como una sucesión continua es nombrada ilhuitl, en donde está implícito lo recurrente (asociado a iloa, "regresar, volver") y el sentido de celebración, por lo que esta misma palabra se traduce como fiesta. El día también es visto como el resultado de una influencia particular, a partir de la naturaleza solar, con la cual se asocia; de esta conexión se da la relación entre el Sol (Tonatiuh) y el resultado de su movimiento, el día, en este sentido llamado tonalli.
Aunque técnicamente diferentes los dos términos anteriores, suelen usarse indistintamente como sinónimos, y aún más, se combinan en expresiones más categóricas, como en cemilhuitonalli (cem-ilhui-tonalli), que sirve para expresar fechas de la cuenta adivinatoria, el cual tiene otro sinónimo que es cemilhuitlapohualli, aunque este último tiene otro sentido etimológico.
Los días se agrupan de dos maneras, dependiendo la cuenta que se lleve. Para la cuenta anual, se agrupa en veintenas (cempohualilhuitl), formando así el ciclo de las fiestas, las cempohuallapohualli. El resultado es que el año tiene 18 veintenas, a las cuales se les agregan cinco días para acercarse a la duración astronómica de 365 días. Para la cuenta de los destinos (tonalpohualli) se agrupan en trecenas (mahtlaquilhuitl omeyilhuitl). El resultado es la secuencia de 20 grupos de trece días. 
Durante la época virreinal se produjeron muchas inferencias interpretativas sobre el calendario nahua; de las más notorias es que a las veintenas se les asoció con los "meses" cristianos, poco a poco se recurrió a la traducción de “Luna, mes,“ para nombrarlas, así, la palabra metztli fue siendo aceptada como su equivalente, cuando en realidad no lo es (Kruell 2017:152). También es bastante usual encontrar en las crónicas la comparación de las trecenas como un “sistema semanal”, lo cual también es una deformación interpretativa. 
La unión de las dos cuentas anteriores generaba una serie de combinaciones irrepetibles, que es lo que en esencia se buscaba, durante un lapso cercano a los 52 años. Es decir, a partir de un punto dado entre ambas cuentas, se producía un gran ciclo. 
Es aquí donde cobra mayor valor tener presente las bases más elementales del funcionamiento del calendario nativo. Aparte de entender que son dos secuencias (cuentas) que se van a combinar, es necesario conocer los “portadores de los años”, llamados en nahuatl xiuhtonalli o xiuhmamah. Los portadores o cargadores de los años son parte de la estructura básica del calendario mexihcatl, descritos y mencionados por diversas fuentes, según las cuales, el año, al nacer en su primer día, al igual que todos los seres de la naturaleza, recibía por nombre la fecha calendárica de ese día (véase más abajo).
Esto produce una serie de combinaciones en la manera de nombrar los años, los cuales no se repiten sino después de 52 años, periodo que cronológicamente era llamado xiuhtlapohualli, y que ritualmente se decía xiuhnelpilli, ("se atan los años", llamado también ceremonia del "fuego nuevo"), aunque en la mayoría de las monografías aparece escrito como xiuhmolpilli, lo cual es un error gramatical (Kruell, 2017:149).

## Base astronómica
El calendario mexica está basado en los ciclos de la Tierra y Venus alrededor del Sol y de la Luna alrededor de la Tierra. Esto es posible gracias a que en 8 años terrestres Venus da 13 revoluciones alrededor del Sol y la Luna 100 revoluciones alrededor de la Tierra. La Tierra y Venus se alinean con respecto al sol en 5 ocasiones durante 8 órbitas terrestres o 13 órbitas de Venus, lo cual lleva el nombre de ciclo sinódico Venus/Tierra. La Tierra, Venus, y la Luna están sincronizados en sus órbitas en una relación muy simple y armónica de 13:8:100 (Venus:Tierra:Luna). El siguiente cuadro muestra esta relación entre los tres períodos.
| Astro  | Revoluciones | Duración en días | Total | Total |
| ------ | ------------ | ---------------- | ----- | ----- |
| Tierra | 8            | 365,25           | 2922  |       |
| Venus  | 13           | 224,77           | 2922  |       |
| Luna   | 100          | 29,22            | 2922  |       |

He aquí el número de revoluciones de cada astro en los ciclos de 52 y 104 años mencionados anteriormente:
| Astro  | Revoluciones en 52 años | Revoluciones en 104 años |
| ------ | ----------------------- | ------------------------ |
| Tierra | 52                      | 104                      |
| Venus  | 84,5                    | 169                      |
| Luna   | 650                     | 1300                     |

Los primeros observadores debieron ver que en 52 años el Sol y la Luna volvían casi a tomar la misma posición en el cielo que en el primer día de las observaciones. Igualmente cada 104 años, los tres astros, el Sol, la Luna y Venus tomaban casi la misma posición que al inicio de las observaciones. Los antiguos mexicas, como aparece en el Códice Borgia, marcaban periodos de 2920 días (no de 2922) en sus registros, para llevar una serie de rituales de renovación asociados principalmente con el complejo Venus-lluvia-maíz, al igual que los mayas.
Es importante señalar que las revoluciones planetarias (su movimiento de traslación) no eran abiertamente conocidos, es decir, no hay registro claros de que conocían la duración del año venusino o marciano. El conocimiento derivaba de la observación a simple vista, el registro en los códices (principalmente en el caso de los mayas el Dresde y respecto a los nahuas el Borgia) es acerca de la posición aparente de los astros vistos desde la tierra, a este periodo como ya vimos se le llama periodo sinódico. En el caso de Venus es de 584 días, el de Marte 780 días y el de Júpiter 400 días.

## El ciclo de las fiestas o año solar

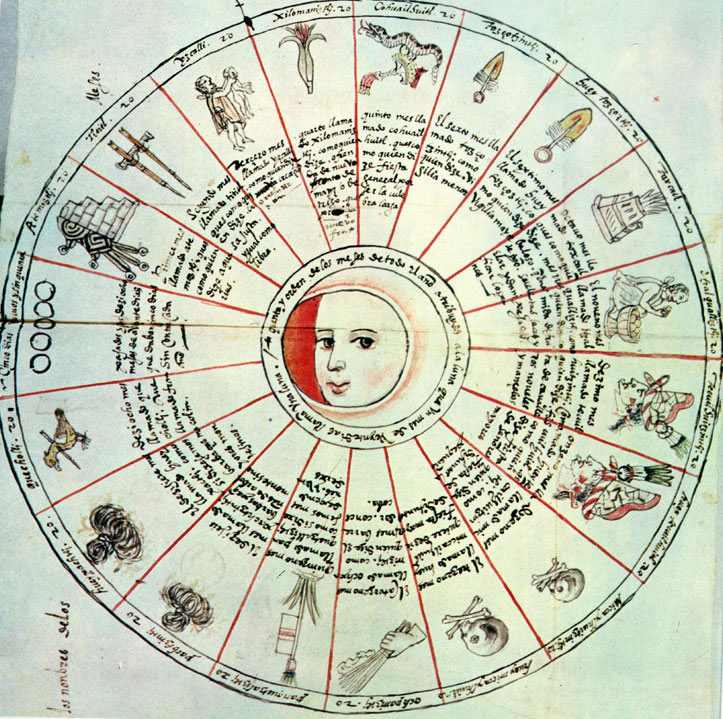
Calendario realizado por Francisco de las Navas donde aparecen las veintenas.

Al igual que la denominación del día, la del año también era contextual. En los documentos escritos en el idioma náhuatl para señalar años concretos se utilizaba la  palabra xihuitl, pero para referirse a la duración de un evento se usaba cenxihuitl. Para referirse al año como conjunto ceremonial de fiestas se usó la expresión "cuenta de las veintenas", que en náhuatl era cempohuallapohualli, que sería el nombre más propio para llamar a la cuenta anual.  

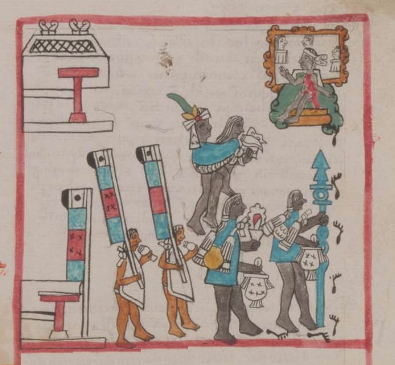
Imagen que describe los rituales durante la primera veintena; atl cahualo. Primeros memoriales, folio 1r.

Es bastante común encontrar xiuhpohualli como equivalente, pero como analiza Kruell (2017:145), este término en realidad alude a la cuenta de años enteros, no a la cuenta interna dentro de un año en específico. El año estaba dividido en 18 veintenas llamadas cempohuallapohualli, al final de las cuales se contaban otros cinco días, llamados nemontemi (“los que acompletan en vano”), para completar el ciclo de 365 días. Así tenemos 18 x 20 = 360 + 5 = 365. Dentro de la secuencia de las veintenas se hacía una subdivisión en grupos de cinco días y al final de éstos, se realizaba el "día de mercado", llamado en nahuatl tianquiztli.  
El cuadro siguiente muestra la secuencia de las 18 cempohuallapohualli a partir de lo que se considera, dos de las tres tradiciones originales documentadas, la que aparece en la Historia general de las cosas de Nueva España, de Bernardino de Sahagún y de la Historia de las Indias de Nueva España e Islas de Tierra Firme de fray Diego Durán (2002: 221-93). Las fechas están dadas en el calendario juliano del siglo XVI, que se corresponden con nuestro calendario agregando 10 días, es decir, el calendario de Durán iniciaría el 11 de marzo y el de Sahagún el 12 de febrero.
| Durán                            | Sahagún                           | Nombre de la festividad          | Símbolo | Traducción al español                                            |
| -------------------------------- | --------------------------------- | -------------------------------- | ------- | ---------------------------------------------------------------- |
| 1 de marzo - 20 de marzo         | 2 de febrero - 21 de febrero      | Atl cahualo, Cuahuitl ehua       |         | Son dejadas las aguas, Se levanta el árbol                       |
| 21 de marzo - 9 de abril         | 22 de febrero - 13 de marzo       | Tlacaxipehualiztli               |         | Desollamiento de hombres                                         |
| 10 de abril - 29 de abril        | 14 de marzo - 2 de abril          | Tozoztontli                      |         | Pequeña vigilia                                                  |
| 30 de abril - 19 de mayo         | 3 de abril - 22 de abril          | Huei Tozoztli                    |         | Gran vigilia                                                     |
| 20 de mayo - 8 de junio          | 23 de abril - 12 de mayo          | Toxcatl                          |         | Sequedad                                                         |
| 9 de junio - 28 de junio         | 13 de mayo - 1 de junio           | Etzalcualiztli                   |         | Comida maíz y frijol hervido                                     |
| 29 de junio 29 - 18 de julio     | 2 de junio - 21 de junio          | Tecuilhuitontli                  |         | Pequeña fiesta de los señores                                    |
| 19 de julio - 7 de agosto        | 22 de junio - 11 de julio         | Huei Tecuilhuitl                 |         | Gran fiesta de los señores                                       |
| Agosto 08 - agosto 27            | Julio 12 - julio 31               | Miccailhuitontli, Tlaxochimaco   |         | Pequeña fiesta de los Muertos, Son dadas las flores              |
| Agosto 28 - septiembre 16        | Agosto 01 - agosto 20             | Huei Miccailhuitl, Xocotl Huetzi |         | Gran Fiesta de los Muertos, Cae Xocotl (el tronco), cae el fruto |
| Septiembre 17 - octubre 06       | Agosto 21 - septiembre 09         | Ochpaniztli                      |         | Barrimiento                                                      |
| Octubre 07 - octubre 26          | Septiembre 10 - septiembre 29     | Teotl ehco                       |         | Llegan los dioses                                                |
| 27 de octubre - 5 de noviembre   | 30 de septiembre - 19 de octubre  | Tepeilhuitl                      |         | Fiesta de las montañas                                           |
| 16 de noviembre - 5 de diciembre | 20 de octubre - 8 de noviembre    | Quecholli                        |         | Flamingo, Cuello de hule                                         |
| 6 de diciembre - 25 de diciembre | 9 de noviembre - 28 de noviembre  | Panquetzaliztli                  |         | Levantamiento de banderas                                        |
| Diciembre de 26 - enero de 14    | Noviembre de 29 - diciembre de 18 | Atemoztli                        |         | Descenso del agua                                                |
| Enero de 15 - febrero de 03      | Diciembre de 19 - enero de 07     | Tititl                           |         | Encogimiento                                                     |
| Febrero de 04 - febrero de 23    | Enero de 08 - enero de 27         | Izcalli                          |         | Crecimiento                                                      |
| Febrero de 24 - febrero de 28    | Enero de 28 - febrero de 01       | Nemontemi (período de 5 días)    |         | Los que llenan en vano                                           |

A diferencia del clima europeo, en México, las "estaciones del año" no tienen el mismo desarrollo. Esto era perfectamente percibido por los antiguos nahuas, quienes acorde a sus necesidades y como buenos conocedores de la naturaleza, establecieron la existencia de únicamente dos estaciones, la época de lluvias, llamada Xopan, y la época seca llamada Tonalco. La primera iba de etzalcualiztli a quecholli; la segunda de panquetzaliztli a toxcatl.
Aunque en las fuentes no se describe abiertamente, es posible entender que las veintenas formaban "bloques" asociados a las distintas etapas del ciclo agrícola y post agrícola (petición de lluvias, de frutos, de cosecha y de cacería-guerra). Esto asumido a partir de las conclusiones de Broda (2019) y otros varios autores de que las primeras cuatro o cinco fiestas, forman una unidad.
Además, el simbolismo ritual también permite ver como está estructurado el año en "bloques duales", esto a partir de la paridad de "fiestas pequeñas y grandes".

## Tonalpohualli

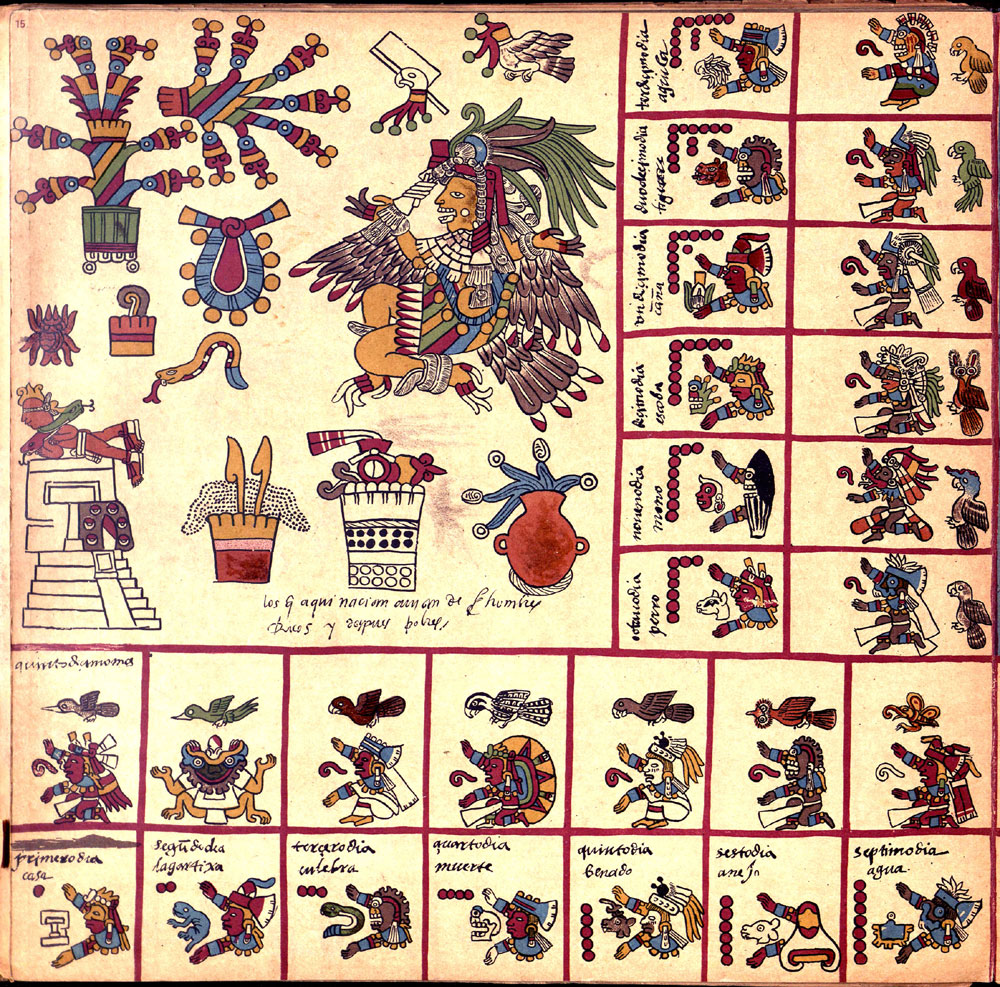
Una trecena tal como aparecen en algunos tonalamatl (códices). Códice borbónico, lámina 15.

El tonalpohualli (cuenta de los días) se registraba en los códices llamados tonalamatl (libro de los días), especies de libros en piel de venado o papel de corteza a partir del cual un sacerdote (tonalpouhqui) determinaba las influencias que ejercían cada día, comunicando los días fastos y nefastos del ciclo para realizar determinadas acciones; como el ofrecimiento del recién nacido al fuego, el momento de sembrar el maíz o la fecha de iniciar una expedición comercial. 
Comprendía un ciclo de 260 días, a cada uno de los cuales se asignaba una combinación de uno de los 20 signos de los días y un número de 1 a 13, representado por puntos. Por lo tanto, el almanaque estaba compuesto de 20 grupos de 13 días, con la primera trecena comenzando en 1-lagarto y terminando en 13-carrizo, la segunda entre 1-jaguar y 13-muerte, y así sucesivamente. 
A continuación se muestra en el siguiente cuadro los veinte signos de los días, donde se específica que dios o diosa presidía cada signo, y también como estaba asociado a un punto cardinal (en sentido de giro antihorario, comenzando por el este, de donde sale el sol).
| Denominación  | Significado            | Deidad asociada                                      | Dirección |
| ------------- | ---------------------- | ---------------------------------------------------- | --------- |
| Cipactli      | Lagarto, Espadarte     | Tonacateuctli, Señor de Nuestro Sustento             | Este      |
| Ehecatl       | Viento                 | Quetzalcohuatl, Serpiente Emplumada                  | Norte     |
| Calli         | Casa                   | Tepeyolohtli, Corazón del Monte                      | Oeste     |
| Cuetzpalin    | Lagartija              | Huehuecoyotl, Coyote anciano                         | Sur       |
| Coatl         | Serpiente              | Chalchiuhtlicue, La de la Falda de Jade              | Este      |
| Miquiztli     | Muerte                 | Tonatiuh, El que va irradiando                       | Norte     |
| Mazatl        | Venado                 | Tlaloc, Dios de la lluvia                            | Oeste     |
| Tochtli       | Conejo                 | Mayahuel, La de la Planta de Maguey                  | Sur       |
| Atl           | Agua                   | Xiuhteuctli, Señor del Año                           | Este      |
| Itzcuintli    | Perro                  | Mictlanteuctli, Señor de Mictlan (Región de muertos) | Norte     |
| Ozomahtli     | Mono                   | Xochipilli, Príncipe Flor                            | Oeste     |
| Malinalli     | Hierba Retorcida       | Patecatl, El de la Tierra de las Medicinas           | Sur       |
| Acatl         | Carrizo                | Tezcatlipoca, Espejo Humeante                        | Este      |
| Ocelotl       | Ocelote, jaguar        | Tlazolteotl- Diosa de los pecados                    | Norte     |
| Cuauhtli      | Águila                 | Xipe Totec, Nuestro Señor Desollado                  | Oeste     |
| Cozcacuauhtli | Buitre, Aura, Zopilote | Itzapapalótl, Mariposa de Obsidiana                  | Sur       |
| Olin          | Movimiento, terremoto  | Xólotl, Doble                                        | Este      |
| Tecpatl       | Cuchillo de pedernal   | Chalchiuhtotolin, Pavo Precioso                      | Norte     |
| Quiahuitl     | Lluvia                 | Chantico, En la Casa                                 | Oeste     |
| Xochitl       | Flor                   | Xochiquetzal, Pluma de quetzal florida               | Sur       |

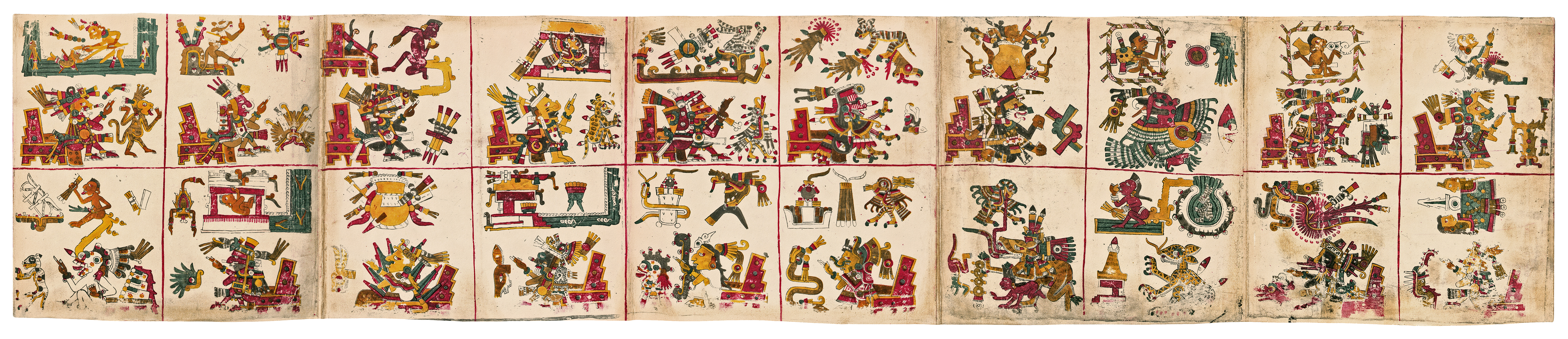
Secuencia de los veinte signos con sus regentes y aspectos definitorios, láminas 9 al 13, Códice Borgia.

La influencia generada por la divinidad establecía una interpretación, pero esta no era tan sencilla, debido a que se combinaba con la acción de otras entidades; principalmente entraban en composición cuatro aspectos:
1. Derivado del signo (como aparecen en el cuadro de arriba).
2. Derivado de la trecena (como se muestra en el cuadro de abajo).
3. Derivado de una secuencia del uno al trece (son los llamados "Señores del Día").
4. Derivado de una secuencia del uno al nueve (los llamados "Señores de la Noche").

Así, tomando de ejemplo el día 1-ocelotl, encontramos que era regido por Tlahzolteotl, Quetzalcohuatl, Xiuhteuctli y Mictlanteuctli. Por lo tanto, encontramos que quienes pretenden usar el antiguo sistema cronológico en realidad lo hacen desde la propia cosmovisión occidental, sin tener ni entender las verdaderas bases del funcionamiento y la manera de integrar la descripción de las distintas fuerzas que actúan en un momento dado; ya que éstas no quedaron registradas del todo.
El siguiente cuadro muestra la secuencia de las trecenas:
| Denominación    | Significado    | Deidad asociada                                      | Dirección |
| --------------- | -------------- | ---------------------------------------------------- | --------- |
| 1-cipactli      | Uno-lagarto    | Tonacateuctli, Señor de Nuestro Sustento             | Este      |
| 1-ocelotl       | Uno-jaguar     | Quetzalcohuatl, Serpiente Emplumada                  | Norte     |
| 1-mazatl        | Uno-venado     | Tepeyolohtli, Corazón del Monte                      | Oeste     |
| 1-xochitl       | Uno-flor       | Huehuecoyotl, Coyote anciano                         | Sur       |
| 1-acatl         | Uno-carrizo    | Chalchiuhtlicue, La de la Falda de Jade              | Este      |
| 1-miquiztli     | Uno-muerte     | Tecciztecatl, El del Caracol Marino                  | Norte     |
| 1-quiyahuitl    | Uno-lluvia     | Tlaloc, Dios de la lluvia                            | Oeste     |
| 1-malinalli     | Uno-hierba     | Mayahuel, La de la Planta de Maguey                  | Sur       |
| 1-cohuatl       | Uno-serpiente  | Xiuhteuctli, Señor del Año                           | Este      |
| 1-tecpatl       | Uno-pedernal   | Mictlanteuctli, Señor de Mictlan (Región de muertos) | Norte     |
| 1-ozomahtli     | Uno-mono       | Pahtécatl, Morador de la medicina                    | Oeste     |
| 1-cuetzpalli    | Uno-lagartija  | Itztlacoliuhqui, El de la obsidiana curva            | Sur       |
| 1-olin          | Uno-movimiento | Tlazolteotl-Ixcuina, Generadora de inmundicias       | Este      |
| 1-itzcuintli    | Uno-perro      | Xipe Totec, Nuestro Señor Desollado                  | Norte     |
| 1-calli         | Uno-casa       | Itzapapalótl, Mariposa de Obsidiana                  | Oeste     |
| 1-cozcacuauhtli | Uno-buitre     | Xólotl, Doble                                        | Sur       |
| 1-atl           | Uno-agua       | Chalchiuhtotolin, Pavo Precioso                      | Este      |
| 1-ehecatl       | Uno-viento     | Chantico, En la Casa                                 | Norte     |
| 1-cuauhtli      | Uno-águila     | Xochiquetzal, Pluma de quetzal florida               | Oeste     |
| 1-tochtli       | Uno-conejo     | Xiuhteuctli Señor del año                            | Sur       |

## La unión del tiempo: ciclos de 52 y 104 años

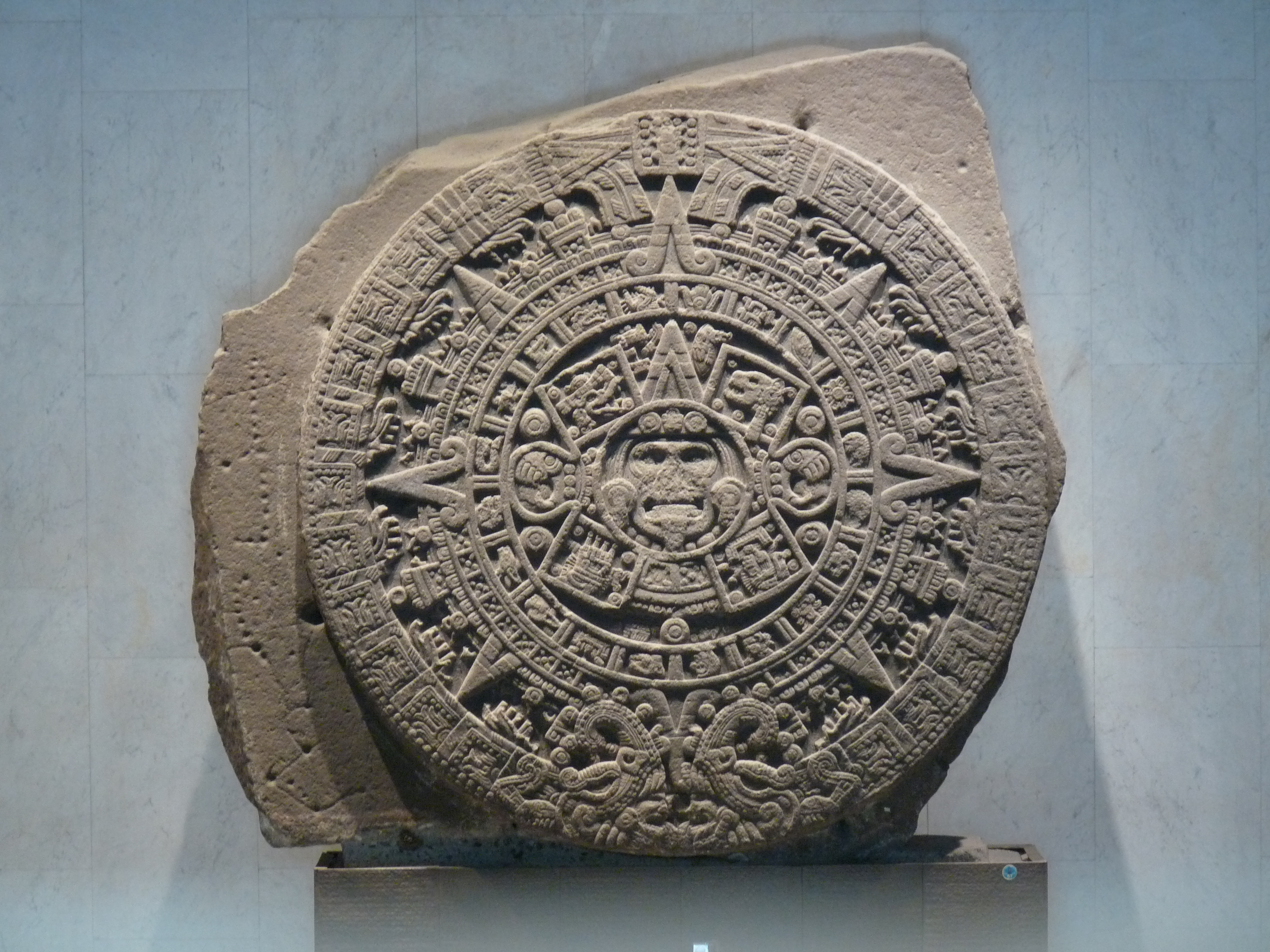
Piedra del Sol. Aunque es más conocida con el nombre de Calendario Azteca, se trata de una representación profusa de Tonatiuh, a quien se vincula con el Quinto Sol. El nombre calendario se le dio debido a la representación de los glifos de los días que rodean la cara de Tonatiuh.

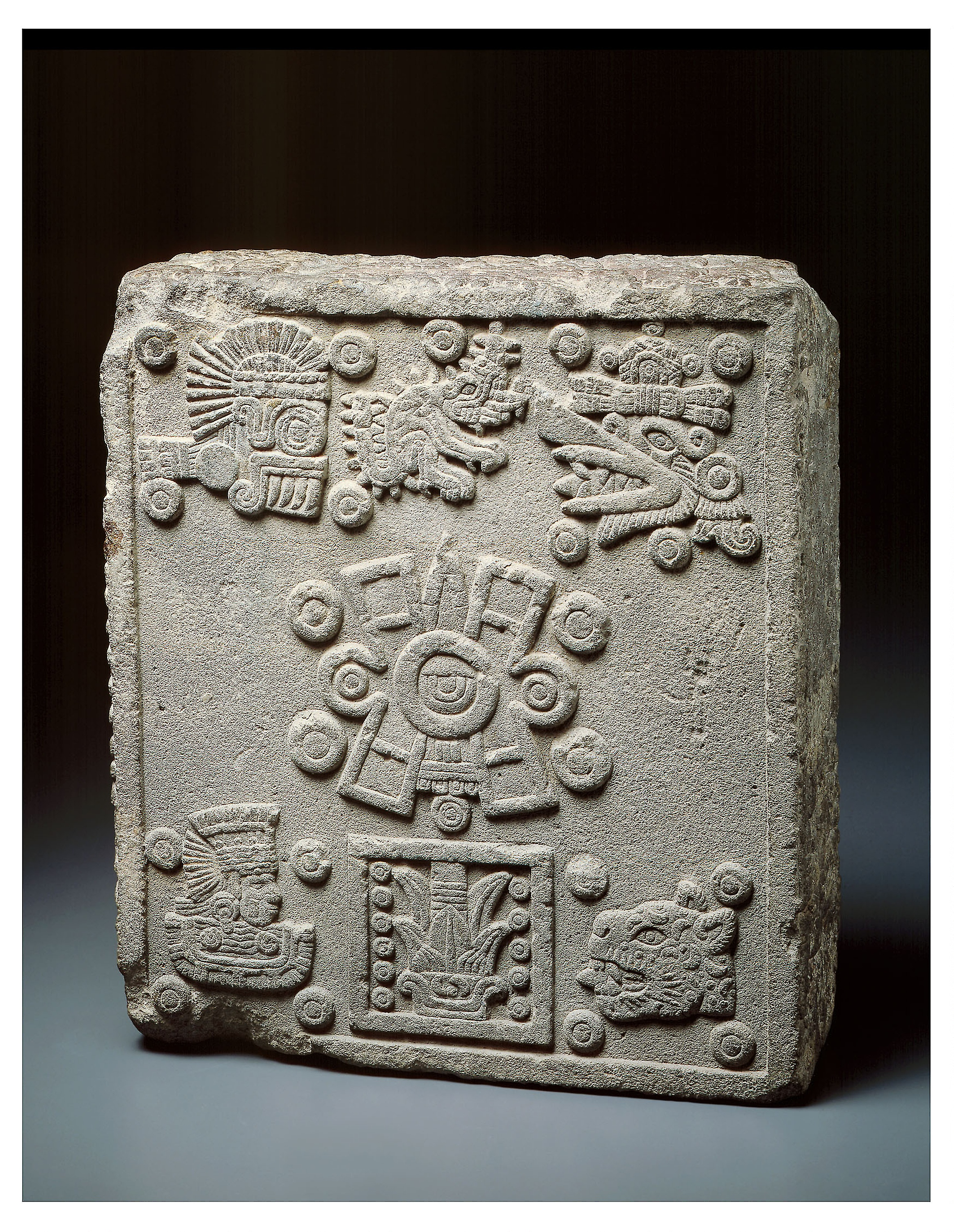
La piedra de los 5 soles tiene inscrito en la parte superior central el símbolo Ce cipactli ("Uno cocodrilo") y en la parte inferior central el símbolo Mahtlactli once acatl xihuitl ("Año once carrizo"), refiriéndose al año 1503. Esta fecha es equivalente al 15 de julio de 1503, y se piensa que éste fue el día en el que Moctezuma Xocoyotzin fue coronado como el Huey Tlatoani de Tenochtitlán.

Las dos secuencias anteriores, la cecempohuallapohualli y el tonalpohualli se combinaban a manera de que la segunda secuencia "se insertaba" en la primera. Esto se conecta estrechamente con la forma de contar y nombrar los años. 
Mientras que en nuestra cultura y sociedad, está formalizado el contar los años por medio de los mismos numerales a partir de inicios convencionales (el nacimiento de Cristo, el comienzo de la Hégira, la Fundación de Roma), que siguen una secuencia lineal, para los antiguos nahuas fue más relevante expresar la repetición y lo cíclico del tiempo. 
Este principio está íntimamente ligado a su cosmovisión, donde a partir de la creación del universo y de los seres, al momento de nacer, recibían la "carga" o "influjo" de la fuerza dominante de ese instante. Es por esto que los días del tonalpohualli sirven para nombrar los años. 
Básicamente los años recibían uno de cuatro posibles nombres: tochtli (conejo), acatl (carrizo), tecpatl (cuchillo de pedernal), calli (casa); siempre en este orden. Estos signos iban combinados con los numerales del uno al trece, así, la combinación inicial 1-tochtli, no se repetía sino hasta pasar 52 años. 
Por lo tanto, cada 52 años se repetían los mismos patrones. Si iniciamos la cuenta de los años en el primer día de atl cahualo, y éste recibe la carga de 1-tochtli, encontraremos que todas las veintenas de ese año inician con "tochtli" (pero con diferentes numerales); al llegar a los nemontemi, éstos tendrán los consecutivos:
- ...10-tochtli
- 11-atl
- 12-itzcuintli
- 13-ozomahtli
- 1-malinalli...

Por lo que el siguiente año comenzará en 2-acatl, que será su nombre del año y permite la armonización del ciclo de manera natural. La correspondencia con los años cristianos es aceptada de manera uniforme por todos los estudiosos, por lo que se puede proyectar sin problema hacia el pasado o el futuro. Recordemos que estos ciclos de 52 años recibían el nombre de forma cronológica de xiuhtlapohualli y que ritualmente es llamado xiuhnelpilli. 
La siguiente tabla muestra la correspondencia del último xiuhnelpilli vigente con nuestros años:
| Tlalpilli Tochtli | Tlalpilli Acatl   | Tlalpilli Tecpatl | Tlalpilli Calli   |
| ----------------- | ----------------- | ----------------- | ----------------- |
| 1 tochtli / 1974  | 1 acatl / 1987    | 1 tecpatl / 2000  | 1 calli / 2013    |
| 2 acatl / 1975    | 2 tecpatl / 1988  | 2 calli / 2001    | 2 tochtli / 2014  |
| 3 tecpatl / 1976  | 3 calli / 1989    | 3 tochtli / 2002  | 3 acatl / 2015    |
| 4 calli / 1977    | 4 tochtli / 1990  | 4 acatl / 2003    | 4 tecpatl / 2016  |
| 5 tochtli / 1978  | 5 acatl / 1991    | 5 tecpatl / 2004  | 5 calli / 2017    |
| 6 acatl / 1979    | 6 tecpatl / 1992  | 6 calli / 2005    | 6 tochtli / 2018  |
| 7 tecpatl / 1980  | 7 calli / 1993    | 7 tochtli / 2006  | 7 acatl / 2019    |
| 8 calli / 1981    | 8 tochtli / 1994  | 8 acatl / 2007    | 8 tecpatl / 2020  |
| 9 tochtli / 1982  | 9 acatl / 1995    | 9 tecpatl / 2008  | 9 calli / 2021    |
| 10 acatl / 1983   | 10 tecpatl / 1996 | 10 calli / 2009   | 10 tochtli / 2022 |
| 11 tecpatl / 1984 | 11 calli / 1997   | 11 tochtli / 2010 | 11 acatl / 2023   |
| 12 calli / 1985   | 12 tochtli / 1998 | 12 acatl / 2011   | 12 tecpatl / 2024 |
| 13 tochtli / 1986 | 13 acatl / 1999   | 13 tecpatl / 2012 | 13 Calli / 2025   |

Internamente se consideran subdivisiones o sub-agrupaciones; a partir de los años "tecpatl" se agrupan en secuencia de cuatro en cuatro, donde al final en la veintena de izcalli, se realizaban dos ceremonias, una llamada pillahuanaliztli (o pillahuano) donde se consagraban al fuego a los niños que habían nacido durante ese período. La otra ceremonia más oculta se celebraba directamente a Xiuhteuctli en el último día de la veintena. 
Otra subdivisión era en grupos de ocho años asociados a Venus, fiesta celebrada durante las veintenas de quecholli y/o tepeilhuitl, llamada atamalcualiztli. 
Por último, en las monografías modernas es usual encontrar la división del ciclo de 52 años en bloques de 13 años (como en la tabla anterior), resaltando el valor del numeral a nivel simbólico, sin embargo, en las crónicas es prácticamente nula la mención de estos periodos llamados tlalpilli o las ceremonias realizadas al final de ellos. 
Hasta aquí hemos visto la unión de las dos primeras cuentas, la tercera, la del ciclo venusino, se combinaba y armonizaba con las primeras en bloques de 8 años y un reinicio conjunto después de un período de 104 años, que ritualmente recibía el nombre de huehuetiliztli, "ancianidad". También nótese que 104 es el doble de 52 años.
Otro aspecto relevante es que las fuentes nahuas no mencionan agrupaciones o ciclos mayores a 104 años. Por lo tanto no hay sustento para hablar de ciclos o cálculos de 208, 520, 1040 o 1508 años (entre muchos otros que pretenden establecer estudiosos modernos). Además recordemos que la propia versión mexica se remonta a la creación del tiempo con el Quinto Sol apenas al año de 1063, año 13-acatl.

## La cuenta venusina

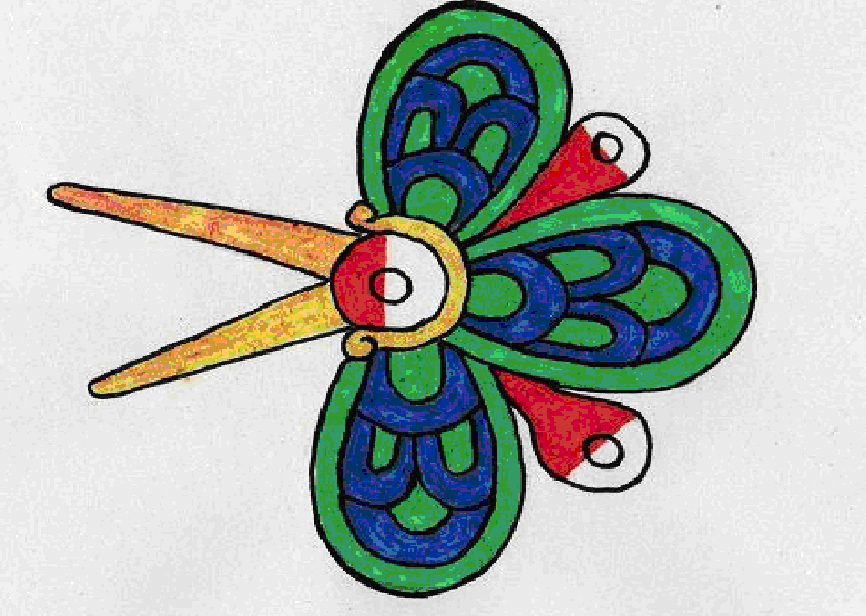
Imagen de Venus como aparece en los códices del grupo Borgia.

Es necesario señalar que pocos investigadores toman en cuenta que en realidad, sí son tres cuentas las que andan paralelas, pero no son las que señalan los estudiosos; la mayoría omite el ciclo de Venus: la Citlalpollapohualli. Período o cuenta de 584 días, se rige y es nombrado por el mismo sistema del tonalpohualli, éste que concibe que todo en este mundo, nace; y que por lo tanto, recibe "un nombre". 
Las personas cuando nacen, reciben por nombre el del día calendárico en que lo hacen: Ce-mazatl fue el nombre de nacimiento de (Nezahualcóyotl), Ome-Tochtli fue el de su padre, (Ixtlilxochitl). 
Incluso los objetos y los animales se considera que nacieron en el tiempo de los dioses y tienen nombres calendáricos:
- Eyi-ehecatl (3-viento) - el mono
- Chiucnahui-ehecatl (9-viento) - la obsidiana
- Chicome-cohuatl (7-serpiente) - el maíz
- Ce-atl (1-agua) - la madera y los instrumentos hechos con ella
- Ce-malinalli (1-hierba) - la tierra (material, física)
- Nahui-acatl (4-carrizo) - el fuego
- Ce-ocelotl (1-jaguar) - la sangre

No debería extrañarnos que los años también "sean bautizados" por el día en que nacen. De ahí que en el calendario tradicional se nombre al año 2020 como chicueyi-tecpatl (8-pedernal). Así mismo, los años venusinos tienen por nombre su primer día, donde encontramos que pueden ser estos cinco sus signos iniciales:
- cipactli
- cohuatl
- atl
- acatl
- olin

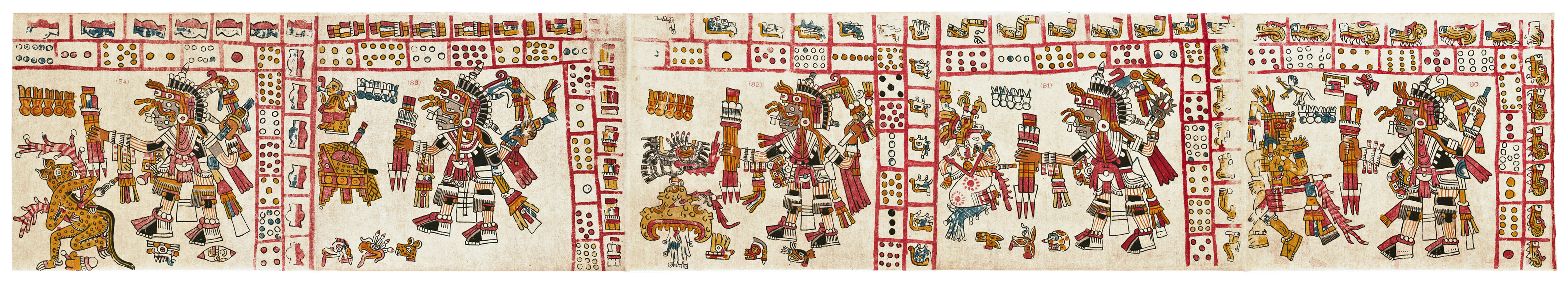
Láminas 80-84 del Códice Vaticano B que muestran los cinco periodos de influencia de Tlahuizcalpanteuctli-Venus.

Estos cinco inicios forman una unidad y cubren un período de 2920 días, lo que equivale a 8 años terrestres (584 x 5 = 365 x 8 = 2920), lo que provoca que las fases de Venus, vistas desde la Tierra, se repitan en este ciclo coincidiendo su inicio en una fecha del año solar.
Es decir, aclarando; Venus tiene un ciclo de fases, llamado período sinódico, que corresponde a la observación a simple vista, que podemos marcar como el primer día de su aparición como estrella de la mañana, entonces, pasarán 584 días para que vuelva a esa posición, la cual obviamente no coincide con la fecha del año solar de donde partió (si hipotéticamente partimos de un 21 de junio no llegamos a esa fecha, se necesitan otros 219 días más). Pero la coincidencia o regreso al mismo día donde inició no le toma mucho tiempo (relativamente), como se señala, en ocho años (2920 días) se producirá esta coincidencia, es decir, volverá a ser visto como estrella de la mañana el 21 de junio después de este ciclo. 
Aunque los signos guardan el orden señalado, los números que les acompañan siguen un orden descendente; si partimos de un año 13-serpiente (mahtlactli omeyi cohuatl), obtenemos la siguiente tabla:
| Acatl ixiuh | Cohuatl ixiuh | Olin ixiuh  | Atl ixiuh   | Cipactli ixiuh |
| ----------- | ------------- | ----------- | ----------- | -------------- |
| 13-cohuatl  | 13-olin       | 13-atl      | 13-cipactli | 13-acatl       |
| 12-atl      | 12-cipactli   | 12-acatl    | 12-cohuatl  | 12-olin        |
| 11-acatl    | 11-cohuatl    | 11-olin     | 11-atl      | 11-cipactli    |
| 10-olin     | 10-atl        | 10-cipactli | 10-acatl    | 10-cohuatl     |
| 9-cipactli  | 9-acatl       | 9-cohuatl   | 9-olin      | 9-atl          |
| 8-cohuatl   | 8-olin        | 8-atl       | 8-cipactli  | 8-acatl        |
| 7-atl       | 7-cipactli    | 7-acatl     | 7-cohuatl   | 7-olin         |
| 6-acatl     | 6-cohuatl     | 6-olin      | 6-atl       | 6-cipactli     |
| 5-olin      | 5-atl         | 5-cipactli  | 5-acatl     | 5-cohuatl      |
| 4-cipactli  | 4-acatl       | 4-cohuatl   | 4-olin      | 4-atl          |
| 3-cohuatl   | 3-olin        | 3-atl       | 3-cipactli  | 3-acatl        |
| 2-atl       | 2-cipactli    | 2-acatl     | 2-cohuatl   | 2-olin         |
| 1-acatl     | 1-cohuatl     | 1-olin      | 1-atl       | 1-cipactli     |

Luego, el inicio conjunto de las tres cuentas (365, 260, 584)  se repetirá únicamente hasta transcurrir los 65 ciclos de Venus de 584 días de la tabla de arriba, como ya se dijo, lo que es igual a 104 años (584 x 65 = 37960 = 365 x 104).
El periodo sinódico de Venus se compone de cuatro etapas, como ya se mencionó, se puede iniciar a partir de su primera aparición como estrella de la mañana, en esa posición permanecerá en promedio 263 días para posteriormente desaparecer por espacio de cerca 50 días, que es cuando se oculta y pasa por detrás del Sol; luego, gradualmente iremos viendo a Venus levantarse como estrella de la tarde, donde tendrá una duración similar a su contraparte matutina de 263 días. La última etapa es su desaparición al cruzar frente al Sol, lo cual se denomina conjunción inferior y dura en promedio 8 días.
Los antiguos mayas dejaron elaboradas tablas de cálculo del movimiento venusino en el Códice de Dresde, ahí aparecen las etapas con una duración ritual. Entre los nahuas del siglo XVI no existe un registro tan claro como en el caso de los mayas, solamente se cuenta con la representación básica de los cargadores de los años y la influencia negativa que provocaba al inicio de su periodo, información que encontramos en el grupo Borgia. Fue Eduard Seler quien propuso una división ritual del ciclo venusino entre los nahuas al estudiar el Códice Borgia, suponiendo una división de 243, 77, 252 y 12 días, por desgracia, esta división en nuestros tiempos se ha demostrada sin sustento documental.
A continuación se presenta una tabla donde se combina la división ofrecida por los mayas con los signos registrados en el centro de México. Obsérvese la distribución ritual, como se forma una oposición regida por un signo del Este (cohuatl) al inicio de su periodo matutino y un signo del Oeste (ozomahtli) al aparecer por la tarde; además de que ambas desapariciones también son auspiciadas por un mismo signo del Este (cipactli), aunque con diferente numeral. Por último, aclaremos que esta tabla es de solo un año venusino (584 días), de un total de 65 diferentes combinaciones posibles.
| ETAPA                 | Signo inicial | Duración ritual | Duración astronómica | Orientación |
| --------------------- | ------------- | --------------- | -------------------- | ----------- |
| Estrella de la mañana | 12-cohuatl    | 250 días        | 263 días             | Este        |
| Conjunción superior   | 1-cipactli    | 90 días         | 50 días              | Este        |
| Estrella vespertina   | 13-ozomahtli  | 236 días        | 263 días             | Oeste       |
| Conjunción inferior   | 3-cipactli    | 8 días          | 8 días               | Este        |

## Registro del calendario y correlaciones
El estudio y registro del calendario ha pasado por varias etapas, esto es algo bastante relevante que pocas veces se considera. Sobre todo en la época moderna, se han utilizado las crónicas únicamente extrayendo datos aleatoriamente para crear interpretaciones desde la óptica actual, sin considerar la verdadera naturaleza de los documentos originales, a la vez que se desconocen los procesos de recopilación, de la creación e interés de sus autores. Es por lo tanto necesario conocer las siguientes etapas.

### Registro
Se cuenta con evidencias antiguas del registro del tiempo en Mesoamérica. Teniendo un desarrollo particular en cada momento, el sistema más ampliamente documentado es el de los nahuas debido a que contamos con un mayor acervo de ellos. Entre los mexicas este conocimiento no era general, sólo unos pocos sacerdotales se especializaban en su aplicación, en las crónicas virreinales son llamados tonalpouhqui
Su trabajo consistía en predecir la fortuna ya fuera la de un recién nacido o el inicio de una actividad como una campaña militar.
Para el pueblo no se elaboraban calendarios como sucede en nuestros tiempos, el pueblo seguía el orden de los tiyanquiztli, día de mercado, que acontecía cada cinco días, también se guiaban por las fiestas veintenales, las cuales eran señaladas y controladas por los sacerdotes, por lo tanto, el pueblo desconocía en realidad su funcionamiento teniendo que recurrir a los especialistas.
- Etapa 1 (1521-1525). Continuidad.

La transformación social después de la derrota de Tenochtitlan fue gradual y lenta, durante unos pocos años siguió sobreviviendo la antigua cultura. Aunque en las zonas alejadas la cultura fue más resistente a los cambios impuestos por los castellanos. De este periodo propiamente tenemos pocos ejemplos debido a que la mayoría se perdió. 
El Códice Borbónico es considerado por algunos estudiosos como totalmente prehispánico y por otros como colonial, es el único ejemplo donde aparece un tonalpohualli seguido de la representación de las cempohuallapohualli. 
El Códice Xolotl por su parte es vivo ejemplo del registro de eventos en los xiuhamatl, rico en fechas de días en determinados años, obviamente sin veintenas.
- Etapa 2 (1526-1536). Reeducación.

Debido a los intereses europeos se da una reeducación de la nobleza nativa, suprimiendo su cosmovisión y asimilando la europea, para esto se crea el proyecto del Colegio de la Santa Cruz de Tlatelolco (1533) el cual también quería crear sacerdotes nativos, lo que finalmente no fue aceptado. Estos jóvenes en realidad eran niños entre los diez y los doce años que habían nacido después de la conquista, su inmersión es absoluta en una educación monástica a partir de 1536 cuando formalmente es inaugurado el colegio, las enseñanzas los convertirían en hábiles escribanos trilingües con lo que logran conseguir puestos públicos y cierta notoriedad. 
- Etapa 3 (1536-1540). Recuperación temprana.

La elaboración de descripciones culturales del pueblo nativo comienza prácticamente en 1536 con fray Andrés de Olmos, 15 años después de la caída de Tenochtitlan, por desgracia esta crónica se encuentra perdida. En 1541 fray Toribio de Benavente Motolinia terminó de escribir otra obra básica, que también por desgracia, no nos ha llegado completa. Estos documentos recopilan información indígena, pero los misioneros escriben sólo aquello de su interés, por lo que las descripciones contienen una fuerte influencia cristiana.
- Etapa 4 (1540-1580). Producción e interpretación.

Durante este período la recuperación del pasado indígena tiene su auge, tanto el clero y miembros de la nobleza nativa producen lo que conocemos como Crónicas de Indias. Esta producción está condicionada por intereses y prejuicios, creando muchas veces versiones inconsistentes de la historia antigua, este mismo carácter genera confusión en la recuperación y explicación del calendario nativo, este auge de producción documental tiene tres momentos clave, el primero se da alrededor de 1550, derivado de  lo que podemos considerar las fuentes más antiguas. El siguiente momento a partir de 1560 representa el mejor acercamiento al tema, ya que se permiten descripciones desde la visión indígena. El último momentos clave acontece alrededor de 1570, cuando se intentan las últimas reconstrucciones desde el modelo indígena. 
Después de este último momento, la recopilación de información acerca del funcionamiento del calendario deja de ser fiable, ya que quienes en realidad lo usaron sin inferencias europeas, estaban muertos.
- Etapa 5 (1580-1680). La búsqueda del original y razonamiento de la información.

Los autores poco antes de 1580 comienzan a indagar de manera bibliográfica, a la vez que quieren entender el porqué de la diversidad de las descripciones calendáricas, las cuales ya a estas alturas del siglo XVI, parecen irreconciliables. Autores como Diego Durán, Hernando de Alvarado Tezozomoc o Chimalpahin muestran claramente que tienen la necesidad de buscar y encontrar la información más antigua y original, lo cual de hecho, no logran. 
Durante esta etapa los cronistas se vuelven más interpretativos, a la vez que muchos de ellos tienen un interés compilatorio, lo que provoca que hagan nuevas mezclas con lo que se alejan más de llegar al "original". 
Técnicamente ninguna de estas fuentes en este periodo amplia o mejora el conocimiento del calendario antiguo, son repeticiones o modelos con desviaciones.
- Etapa 6 (1700-1880). Misticismo nacionalista.

Los escritos y documentos recopilados por Fernando de Alva Ixtlilxochitl formaron una invaluable biblioteca, sin embargo, la interpretación mestiza-cristiana de este autor de ninguna manera es cuestionada, es tomada fielmente casi como canon bíblico, generando una línea de seguidores, el
primero y que a la vez se convierte en figura central de la historiografía colonial es Carlos de Sigüenza y Góngora, este "sabio" de la época barroca será el primero en imprimirle un sello de "cientifismo" a los estudios cronográficos. Hacia 1746 surge una voz que desafía y se opone al modelo Sigüenza-Gemelli, es nada menos que Lorenzo Boturini Benaducci, quien fundamentado en las fuentes del siglo XVI corrige las imprecisiones de aquellos. Mariano Veytia en 1755 recontextualiza en un nuevo orden el calendario, queriendo establecer como inicio de año el 2 de febrero como el primer día de atemoztli.
En 1792 Antonio de León y Gama aplica una nueva metodología consistente en hacer razonamientos más precisos desde las matemáticas y la astronomía, extrae datos de las fuentes para formar una secuencia alterna, pero coherente, a la vez que hace una revisión historiográfica casi moderna. 
En conjunto, todas estas obras de esta etapa muestran una visión sesgada del calendario, interpretaciones personales de como creían que debía funcionar y pocas veces aceptando las explicaciones de las fuentes.
- Etapa 7 (1870-1930). Segundo cientifismo.

Se da un giro en los enfoques con que es visto los estudios cronográficos debido a las ideas surgidas del positivismo, que planteaba un mayor razonamiento para resolver las incógnitas históricas, aunque da libertad de teorizar.
La primera figura en resaltar es Manuel Orozco y Berra, quien debate ampliamente la interpretación de León y Gama. Orozco ofrece una serie de cálculos astronómicos con lo que pretende validar su reconstrucción. Más tarde su discípulo y amigo, Alfredo Chavero, le dedica mucho tiempo a los estudios calendáricos, que también debate y contradice a su maestro. 
- Etapa 8 (desde 1930). La descontextualización y el segundo misticismo nacionalista.

Durante el siglo XX con la recuperación y publicación de muchas crónicas antiguas, fue posible replantear un panorama más claro. Aunque inicialmente siguieron los pasos de los autores porfirianos, sobre todo en cuestión metodológica, al ignorar las versiones originales y sacar datos de ellas, siguieron los "indicios" de fechas aparentemente equivalentes en ambos sistemas, el europeo y el nativo. 
Son los estudios de Alfonso Caso los que orientarán básicamente todas las investigaciones posteriores a partir de la fecha 13 de agosto de 1521, día 1-cohuatl. A partir de este modelo le seguirán nuevas investigaciones que con el tiempo han reforzado la idea de "estar en el camino correcto". 
Por lo tanto, lo que ha marcado nuestra época, es un modelo metodológico en el cual se ha procedido a sacar los datos de las fuentes para recomponerlos en un nuevo orden, a la vez que se teoriza acerca de otros elementos que puedan validar la propuesta pretendida. También bastante característico de nuestro tiempo es el surgimiento de grupos nacionalistas que propugnan la reivindicación de la mexihcayotl (mexicanidad), quienes han propuesto más de una docena de correlaciones calendáricas, la mayoría artificiales y con poco fundamento, que, sin embargo, son las que gozan de una mayor aceptación social.

### Correlaciones coloniales
La revisión de las distintas etapas por las que pasó el registro nos marca que no todos los autores proporcionan información directa, a la vez, mucha de esta información es interpretativa y la calidad de las interpretaciones depende del momento histórico. Se observa que las fuentes entre 1540 y 1580 tienen un mejor acercamiento al conocimiento nativo. 
Usualmente se señala que las "crónicas coloniales" son contradictorias, confusas y que proporcionan información bastante heterogénea, que no es posible conciliarlas, esto en realidad no es así. Esto ha sido un defecto de la historiografía moderna, ya que como vemos, al abarcar todas las etapas las mezcla obteniendo una visión distorsionada, sin embargo, al concentrarnos en las fuentes del siglo XVI es posible tener una imagen más clara y precisa de los procesos y conocer las tradiciones originales. 
De las crónicas tempranas más importantes que son entre 30 y 35, nos muestran lo que parecen tres tradiciones distintas, que posiblemente pueden resumirse y puede ser únicamente una. Estas tradiciones nos marcan como inicio de año las fechas julianas de:
- 1 de marzo
- 1-2 de febrero
- 24 de febrero

Hay una aparente cuarta tradición, con inicio 26-27 de febrero, aunque en realidad se puede comprobar que es una derivación por imbricación del inicio 1-2 de febrero.
Algo también relevante por señalar es que, del total de documentos, la mayoría son copias de unos pocos autores, alrededor de siete cronistas son los que parece que investigaron directamente. De esta breve lista aún es posible ver que existe influencia entre ellos, es decir, existe cierta conexión entre los autores; así encontramos que a pesar de considerar a Motolinia, al códice Tudela y Francisco de las Navas como estudios base del calendario, los tres en parte derivan y se conectan con el trabajo de Olmos. 
Autores base:
1. Andrés de Olmos
2. Toribio de Benavente
3. Códice Tudela A (inicio 1 de marzo)
4. Códice Tudela B (inicio 1 de febrero)
5. Francisco de las Navas
6. Bernardino de Sahagún A (Primeros memoriales)
7. Bernardino de Sahagún B (Calendario de Martin Tochtli)
8. Anales de Tecamachalco
9. Códice Telleriano A
10. Códice Telleriano B (Códice mexicanus)

Lo reiteramos, todos los demás tratados copian, modifican o interpretan estos documentos base. Poco ayudan a la correlación y reconstrucción del calendario nahua. 
Las tres supuestas tradiciones base parecen también conectarse con tres secuencias distintas de las cecempohuallapohualli. Es importante señalar que los mismos documentos dicen y muestran la existencia de estas variantes regionales; en esencia se resumen en la "variante occidental" y la "variante oriental" que tiene dos representantes:
| Variante occidental | Variante oriental 1 | Variante oriental 2 |
| ------------------- | ------------------- | ------------------- |
| atl cahualo         | cuahuitl ehua       | xilomaniztli        |
| tlacaxipehualiztli  | tlacaxipehualiztli  | tlacaxipehualiztli  |
| tozoztontli         | tozoztli            | tozoztzintli        |
| huei tozoztli       | huei tozoztli       | huei tozoztli       |
| toxcatl             | toxcatl             | toxcatl             |
| etzalcualiztli      | etzalcualiztli      | etzalcualiztli      |
| tecuiltontli        | tecuilhuitl         | tecuilhuitzintli    |
| huei tecuilhuitl    | huei tecuilhuitl    | huei tecuilhuitl    |
| tlaxochimaco        | miccailhuitl        | miccailhuitzintli   |
| xocotl huetzi       | huei miccailhuitl   | huei miccailhuitl   |
| ochpaniztli         | ochpaniztli         | ochpaniztli         |
| teotl ehco          | pachtli             | pachtzintli         |
| tepeilhuitl         | huei pachtli        | huei pachtli        |
| quecholli           | quecholli           | quecholli           |
| panquetzaliztli     | panquetzaliztli     | panquetzaliztli     |
| atemoztli           | atemoztli           | atemoztli           |
| tititl              | tititl              | tititl              |
| izcalli             | izcalli             | izcalli             |

Las crónicas muestran en ocasiones una mezcla de la información, combinando la occidental con la oriental 1, así, los nombres de las fiestas pequeñas aparecen también con la terminación -tontli (tozoztontli, tecuilhuitontli, miccailhuitontli, pachtontli) en la variante oriental. Además, los cronistas en sus indagaciones encontraron "expresiones" acerca de acciones rituales durante ciertas veintenas, a las que consideraron como "nombres alternativos", en realidad sin serlo; por otro lado también se encuentran sin mucho sustento nombres que ciertamente proceden de contextos poco claro, los cuales listamos a continuación:
- xiuhtzitzquilo (en lugar de cuahuitl ehua)
- atlmotzacuaya  (en lugar de cuahuitl ehua)
- cihuailhuitl (en lugar de cuahuitl ehua)
- xilopehualiztli (en lugar de tlacaxipehualiztli)
- xochimanaloya (en lugar de tlacaxipehualiztli)
- cohuailhuitl (en lugar de tlacaxipehualiztli y/o tepeilhuitl)
- tepopochhuiliztli (en lugar de toxcatl)
- tenanatiliztli (en lugar de ochpaniztli)
- ecoztli (en lugar de pachtzintli)
- xochilhuitl (en lugar de izcalli)

Uno de los puntos polémicos que también ha dividido criterios ha sido determinar con qué veintena inicia el año. Debido a que Motolinia introduce una serie de inferencias y trata de acomodar los datos tomados de Olmos, lo que lo lleva a decir que el año iniciaba en la veintena de tlacaxipehualiztli; este dato será copiado y será utilizado por la nobleza nativa, quiénes ven en la labor de Motolinia y de los franciscanos los "cimientos válidos" para argumentos legales y aceptables ante las instituciones españolas, lo que provoca que la información se refleje como en un espejo. Fuera de la esfera de influencia de Motolinia no se encuentra quien apoye esa versión, aunque entre historiadores modernos persiste la duda, todos se inclinan por aceptar el inicio en cuahuitlehua-atlcahualo.

#### Calendarios fragmentarios: las fechas indígenas
Aparte de las obras que sí se enfocaron en describir el calendario indiano, en las mismas fuentes coloniales encontramos fechas aisladas que parecen proceder de un registro temprano, sobre todo porque se asocian a los eventos acontecidos durante la conquista de México.
Estas fechas se han tomado como piedra roseta para entender el calendario, pero sin profundizar en su origen. Siendo en realidad un puñado de fechas procedentes de cerca de siete crónicas, que en esencia presentan muchas inconsistencias.
La fecha más relevante y punto central para las correlaciones modernas (no antiguas) es la del equivalente del 13 de agosto de 1521, que corresponde a un día de signo 1-cohuatl; está fecha únicamente aparece en:
1. Anales de Tlatelolco
2. Historia general de las cosas de la Nueva España (de Sahagún)
3. Historia de la venida de los mexicanos (de Cristóbal del Castillo)
4. La documentación recopilada por Domingo Chimalpahin.

Sin embargo, todos estos documentos presentan inconsistencias y contradicciones que, usualmente, los investigadores modernos han ignorado. Únicamente se aclara el panorama tras la revisión de Hernández (2019) que pone de manifiesto que la fecha 1-cohuatl es una reconstrucción tardía que fue descontextualizada.
Aparte de las correlaciones presentadas, se pueden mencionar dos trabajos más que elaboraron correspondencias entre el calendario cristiano y el indiano:
Los "Anales de Tecamachalco" proporciona fechas que sirven para reconstruir un calendario que utiliza portadores e inicio el 2 de febrero, usado en torno al año de 1590.
También dentro de la obra de Fernando de Alva Ixtlilxochitl encontramos una reconstrucción también con portadores de los años y con un inicio el 20 de marzo en la veintena de tlacaxipehualiztli.

#### Síntesis de las correlaciones coloniales: las bases del calendario
El estudio detallado de las crónicas coloniales ofrece una imagen más clara y precisa del calendario indígena, tanto del funcionamiento como de sus posibles correspondencias con el calendario europeo.
La información nos muestra un consenso acerca del inicio del año con tres fechas tentativas, que futuras investigaciones deberán revelar la validez de cada una. Otro consenso es acerca de la estructura y funcionamiento básico del sistema calendárico; dentro de las tres tradiciones encontramos autores que confirman la vigencia de los cargadores de los años y que en verdad eran parte integral del sistema.
En oposición, encontramos que las fuentes se inclinan tanto por un ajuste en el corto plazo (similar al bisiesto) como declarar que "no lo conocieron". Muy posiblemente la respuesta negativa provino de cómo veían los naturales el "ajuste", y de que para ellos el concepto de "bisiesto" no significaba nada, ya que todas las nociones de éste, les eran ajenas culturalmente. Sin embargo, notoriamente las fuentes nahuas a pesar de negar ajustes, a lo largo del siglo XVI no presentan ninguna versión con desfasamiento gradual al momento de escribir sus obras, así lo podemos verificar al ver las fechas de elaboración donde nadie calcula desfases:
A) 1 de marzo
1. 1536 - Olmos
2. 1541 - Motolinia
3. 1549 - Navas
4. 1553 - Magliabechiano
5. 1579 - Durán

B) 1 de febrero
1. 1540 - Tudela
2. 1559 - Sahagún (Primeros memoriales)
3. 1590 - Tecamachalco
4. 1610 - Martín de León

Los autores base se identifican por haber escrito en momentos específicos y mostrar información que no parece ser copiada directamente de otros autores, a la vez que muestran una conexión clara con informantes nativos. Por otra parte, los cronistas tardíos e historiadores posteriores ofrecen versiones que claramente se marcan como "repeticiones".

### Correlaciones modernas
Los intentos modernos por establecer una correspondencia entre el calendario europeo y el nahua son una continuación de los intentos realizados desde el siglo XVII, iniciados con los cálculos y estudios de Carlos de Sigüenza y Góngora. Desde ese siglo han surgido grandes mentes debatiendo posturas que forman una larga cadena de propuestas, sobreponiéndose las más recientes sobre las más antiguas como capas, cada una de éstas formando una "descripción teórica" con elementos correctos (y erróneos) que, sin embargo, ninguna ha alcanzado un consenso de aceptación.
En realidad todos los modelos históricos a final de cuentas, no han quedado más que en "propuesta". Su estudio debería guiarnos a establecer una nueva metodología para entenderlo internamente y establecer académicamente sus usos, es decir, para qué nos sirve tener una correlación que corresponde a todo un complejo cultural distinto y ajeno al actual. En este sentido, la comunidad científica busca dar respuesta a en qué fechas acontecieron ciertos eventos históricos y por el otro lado, conocer los equivalentes de algunas fechas registradas en el sistema nativo.
Muchos grupos de mexicanistas buscan reutilizarlo sin considerar la complejidad cultural, lo que los lleva a distorsionar el origen y la realidad histórica-documental de su funcionamiento y uso. Académicamente también se han producido desviaciones interpretativas, ampliando el marco de referencias se ha recurrido a hacer inferencias desde otros campos a la vez que se descontextualizan datos y se acomodan a interpretaciones nuevas, creando versiones coherentes dentro de sí mismas, pero omitiendo o ignorando la naturaleza del registro original. Así, se hace uso de la etnografía, la arqueología, la astronomía, la iconografía; se comparan y se insertan datos de otras culturas y regiones aleatoriamente para sostener una postura sin considerar (o una vez más omitiendo) que existen diferencias radicales y que no son reconciliadas por los investigadores modernos.
Los trabajos de los autores porfirianos quedan como base de los estudios modernos. Manuel Orozco y Berra (1877) nos ofrece uno de los primeros acercamientos a reconciliar las fechas indígenas registradas en los documentos, Zelia Nuttall (1894) elabora cálculos astronómicos y retoma la información de Jacinto de la Serna a la vez que valora el Paso cenital del Sol; los trabajos de Eduard Seler (1908) serán la piedra angular para abrir dos caminos: los seguidores de la información sahaguntina, y el de aquellos que intentarán reconciliar las fechas registradas.
Durante los años 20 y 30 surge una generación de investigadores, todos formados en las nuevas ciencias sociales, que con muchas deficiencias metodológicas, comienzan a reescribir la historia. De entre estos hombres destacan los continuadores de la escuela alemana de antropología, uno de ellos Hermann Beyer (1921), abre debate sobre aspectos astronómicos y cosmológicos de los antiguos nahuas; otra figura será Paul Kirchhoff (1956) quien propone la existencia de múltiples calendarios operando simultáneamente en el centro de México en el siglo XVI. Tres investigadores interactuarán para establecer y fortalecer los estudios formales del calendario: Ola Apenes, César Lizardi Ramos y Alfonso Caso. Este último autor (1939) hizo una revisión minuciosa y replantea, ignorando aspectos básicos del funcionamiento y las descripciones coloniales, que es posible establecer una correlación a partir únicamente de las fechas registradas de la Conquista, posteriormente en 1967 compilará y ampliará su interpretación en su célebre obra, Los Calendarios prehispánicos.
Su reconstrucción la sustenta con información interpretada por él mismo del Códice Borbónico, de monumentos escultóricos y realizando inferencias de otros calendarios. A pesar de la extraordinaria compilación que realiza, su metodología no logra su cometido, pues quedan muchos huecos en su interpretación, ya sea de manera consciente o inconsciente, los puntos débiles son:
1. Descarta las versiones coloniales
2. Descarta el uso de los cargadores de los años
3. Inicia el año en izcalli
4. Calcula equivocadamente la distancia entre el 8 de noviembre de 1519 y el 13 de agosto de 1521[22]
5. No puede conciliar las descripciones que señalan que la última fecha pertenece a tlaxochimaco

Metodológicamente, la utilización de información externa, más que ayudar, nos plantea nuevas direcciones metodológicas, pues genera más huecos de los que pretende cerrar. Así, por ejemplo, la comparación con los sistemas cronológicos usados en el área maya, los cuales sufrieron adaptaciones y modificaciones y que incluso, en la actualidad aún carecen de un consenso en cuanto a su correspondiente con el sistema europeo. No debería recurrirse a ellos, pues la información solo constituye una base teórica que a final de cuentas se presta para "información espejeada" por los mismos autores desde distintos ángulos, es decir, de autoreferencia, pero ninguna sostenible de manera individual.
Unos pocos años después surge la nueva generación de investigadores, quienes cuestionan y comienzan con nuevos enfoques para entender el calendario. En 1969 una joven Johanna Broda retoma la versión colonial del inicio el 2 de febrero de Sahagún, desde entonces, ha sostenido y validado su postura que los antiguos nahuas realizaban ajustes para mantener el ciclo de la fiestas armonizado con el año trópico. En 1971 Víctor Manuel Castillo Farreras hace una revisión de las fuentes para demostrar la existencia de correcciones periódicas. El geógrafo alemán Franz Tichy (1976) aplica nuevas tecnologías en el estudio de la arqueología, siendo pionero en las descripciones arqueoastronómicas (ciencia que se consolida en esta década), lo que combina con la revisión de las fuentes para de manera similar llegar a las conclusiones de Broda, que le dan validez a la correlación sahaguntina.
En 1976 un también joven Michel Graulich propone que todo el sistema calendárico nahua está desfasado debido a la falta de ajustes periódicos similares al bisiesto, queriendo establecer que el origen y uso original de este calendario tuvo vigencia a partir de los años 680-683, cuando para él, el año comenzaba en la veintena de ochpaniztli en abril después de los nemontemi de xocotl huetzi. Esta reconstrucción hipotética dentro de la misma información colonial es insostenible, por un lado, por el otro plantea todo un conjunto de interrogantes que el autor no supo superar.
Para 1987 las instituciones académicas habían refinado las técnicas y las metodologías de investigación, dentro de las investigaciones ya se buscaba una mayor neutralidad y apego a la documentación, aunque persistían viejos vicios de interpretación. En este ambiente, Rafael Tena con una claridad impecable, siguiendo lineamientos concisos, presenta una revisión donde en realidad sigue los pasos de Caso, al cual en gran parte corrige, siendo su punto más opuesto la conclusión de que los antiguos mexicas sí realizaban ajustes periódicos similares al bisiesto europeo, contrario a la postura de Caso.
Sin embargo, es conveniente comentar, que en realidad el trabajo de Tena es "conductivo". Su impecable descripción nos guía paso a paso a una conclusión lógica por sí misma, que a pesar de la claridad, quedan también muchos "huecos" similares a los de su predecesor.
Recurre a las fechas supuestamente del momento de la Conquista de México, las mismas usadas por Caso, que al igual que éste, no analiza su origen ni las inconsistencias que presentan, por el contrario, rechaza y minimiza las fechas que no coinciden con su enfoque, e incluso las llama "aberrantes". Hace interpretaciones e inferencias desde otras disciplinas, pero cae en las mismas trampas de Alfonso Caso, al aceptar la reconstrucción a partir de las fechas nativas e ignorando el modelo indiano de las mismas fuentes. Continuando con los errores de Caso en los puntos 1, 2 y 5, añadiendo que no nota ni comenta como están interrelacionadas las crónicas ni como se conectan. 
A final de cuentas, tanto la correlación de Caso como la de Tena, se constituirán en pilares opuestos, uno en favor de ajustes periódicos y el otro en el desplazamiento gradual del inicio de año.
A partir de los años noventa se incrementan las inferencias realizadas desde la arqueoastronomía, ciencia que en ocasiones es mal comprendida. Su desarrollo parte de la premisa de que las zonas arqueológicas de Mesoamérica fueron construidas con la intención precisa de alinear sus estructuras a eventos celestes, en su mayoría relacionados con el Sol y por ende, con el calendario. La información obtenida en esencia, no pasa de ser la de datos matemáticos, pues carece en su mayoría de una conexión directa con descripciones nativas de su uso y significado, convirtiendo está ciencia en una de las más especulativas. A la vez, se ha usado para intentar validar algunas correlaciones, nuevamente sin estar conectada con las culturas directamente, por ejemplo, aplicar las alineaciones de las pirámides de Teotihuacán (100-400) o de Xochicalco (supuestamente del 600 al 800) para sustentar la validez del calendario entre los mexicas, cuando estos últimos desarrollaron su propio sistema.
Otra característica de los noventa fue que los estudiosos, siguiendo la metodología de la descontextualización, plantearon nuevos enfoques al utilizar esculturas o los códices y ofrecer "lecturas" nuevas, con lo que abrieron la posibilidad a toda una nueva gama de variantes de correlación.
Esta vertiginosa carrera tuvo una pausa ante la visión de Hanns Prem (2008), ya en el siglo XXI, quien había trabajado desde los ochenta buscando una mayor comprensión, como sería lo más lógico, estudiando y analizando la documentación original, enfocándose en comprenderla antes de arrancarle datos. En su Manual de la antigua cronología mexicana realiza una revisión exhaustiva de las fuentes, no con la intención de ofrecernos "su correlación", cosa que no hace; sino de acercarnos a la reflexión y entender la información por sí misma, como una base para futuras investigaciones.
Durante este siglo ha continuado la tradición de "interpretar", ya sea apoyando las correlaciones de Caso o de Tena, o de crear nuevos enfoques como los que pretenden sacar del Tonalamatl Borgia las indicaciones del inicio del año, e incluso dicen que ahí aparecen las cempohuallapohualli, algo que es completamente teórico y, que al final de cuentas, carece de una verdadera confirmación por parte de sus creadores nativos. A tal grado llegan las investigaciones interdisciplinarias y propositivas, que incluso llegan a plantear todo un nuevo sistema de funcionamiento del calendario, sorprendentemente una de las figuras más prominente en temas de cultura nahuatl, Patrick Johansson, ofrece una reconstrucción totalmente personal, la cual muestra una incomprensión absoluta de las bases más mínimas y básicas del funcionamiento del calendario nahua, proponiendo que los antiguos nahuas hacían ajustes cada 72 años y que la veintena inicial del año era rotatoria, con lo que en lugar de ayudar al entendimiento, desorienta y creará más escisiones en el futuro.